# David Micevski
David Micevski (* 25. Februar 1986 in Perth) ist ein australischer Fußballspieler.

## Karriere
Micevski gewann mit der Jugendmannschaft des Perth SC 2003 die U-18-Meisterschaft des Bundesstaates Western Australia und rückte zur folgenden Saison in die 1. Mannschaft auf. Auch dort gehörte er zu den Leistungsträgern seines Teams und wurde in seiner ersten Saison teamintern als bester Spieler ausgezeichnet. Anfang 2005 nahm er als Gastspieler mit den APIA Leichhardt Tigers am Torneo di Viareggio in Italien teil; die Saison mit Perth schloss er mit dem Gewinn der Staats-Meisterschaft und des State Cups ab.
Nachdem Micevskis Entwicklung von Mich d’Avray, Technischer Direktor von Perth Glory, bereits seit längerer Zeit verfolgt wurde, erhielt er Ende 2005 einen Kurzzeitvertrag beim A-League-Team als Ersatz für den zurückgetretenen Matt Horsley. An den letzten Spieltagen der Saison kam der Mittelfeldakteur noch zu fünf Einsätzen und unterschrieb zur Saison 2006/07 einen Zwei-Jahres-Vertrag bei Perth.
Zu dieser Zeit etablierte sich er Micevski auch als Teil der australischen Olympiaauswahl; nahm mit dem Team an einem Vier-Nationen-Turnier in Vietnam teil und gehörte auch während der Qualifikation für das olympische Fußballturnier 2008 mehrfach zum Aufgebot. Insgesamt kam er zwischen 2006 und 2007 zu sechs Einsätzen für die Auswahlmannschaft.
Nachdem er in seinen zwei Spielzeiten bei Perth nicht über die Rolle des Ergänzungsspielers hinauskam, wurde sein 2008 auslaufender Vertrag nicht mehr verlängert und Micevski setzte seine Laufbahn bei den Western Knights in der State League von Western Australia fort. Er führte das Team als Kapitän zum Gewinn des Soccer Pools State Cups 2008 und unterlag im folgenden Jahr mit den Knights im Meisterschaftsfinale seinem Ex-Klub Perth mit 0:2, gewann allerdings die Wahl zum Spieler des Jahres 2009.